# Maison communale
 (mars 2024).
Si vous disposez d'ouvrages ou d'articles de référence ou si vous connaissez des sites web de qualité traitant du thème abordé ici, merci de compléter l'article en donnant les références utiles à sa vérifiabilité et en les liant à la section « Notes et références ».
La maison communale (en néerlandais : gemeentehuis), en Belgique, , au Luxembourg, et aux Pays-Bas, est l'équivalent en France de la mairie. On dit aussi hôtel communal lorsque le bâtiment présente un style ou une importance qui justifient cette appellation ou hôtel de ville, titre honorifique lorsque la commune est répertoriée officiellement comme ville. Certaines villes n'ont pas d'importance particulière, le titre remontant à des siècles par l'octroi du droit de bourgeoisie à la population[réf. nécessaire].
Cette expression désigne :
- le siège de l'autorité communale ;
- le lieu où se réunit le collège communal (pouvoir exécutif) ;
- le lieu où se réunit le conseil communal (pouvoir législatif) ;
- le siège de l’administration communale qui est le pouvoir le plus proche des habitants.

La maison communale est le lieu administratif qui recense la population, distribue tout document administratif, gère des lieux publics, comme les écoles, les bibliothèques communales et toutes les questions culturelles, sociales et de santé pour la population ressortissante de la commune.